# 소프트웨어 개발 프로세스
소프트웨어 개발 프로세스(software development process)는 소프트웨어 제품을 개발하기 위해 필요한 과정 또는 구조이다. 비슷한 말로 소프트웨어 생명 주기와 소프트웨어 프로세스가 있다. 소프트웨어 개발 프로세스에는 몇 가지 모델들이 존재하며, 이들 각각은 해당 단계별로 요구되는 활동이나 작업을 기술하고 있다.

## 산출문서
- 소프트웨어 개발 계획서(SDP)
- 소프트웨어 요구 사양서(SRS)
- 소프트웨어 인터페이스 명세서(IDD)
- 소프트웨어 설계 명세서(SDD)
- 소프트웨어 시험 명세서(STD)
- 소프트웨어 시험 결과서(STR)
- 소프트웨어 버전 명세서(VDD)
- 소프트웨어 산출물 사양서 (SPS)

## 같이 보기
- 소프트웨어 생명 주기
- 사용자 경험
- 고속 개발 도구
- 소프트웨어 개발
- 프로젝트
- 폭포수 모델 (Waterfall Model)
- V 모델 (V Model)
- 애자일 소프트웨어 개발 (Agile software development)